# Пов'язані сторони
Пов'язані сторони (П(С)БО 1) — особи, стосунки між якими обумовлюють можливість однієї сторони контролювати іншу або здійснювати суттєвий вплив на прийняття фінансових і оперативних рішень іншою стороною.